# 池田市立池田中学校
池田市立池田中学校（いけだしりつ いけだ ちゅうがっこう）は、大阪府池田市にある公立中学校。

## 概要
学制改革に伴い、池田市で最初の中学校として1947年に創立した。校地は、高等科を単独設置していた旧池田市昭和国民学校・および同校内に併設していた池田青年学校の校地校舎を転用した。
創立当初は池田市全域を校区としていたが、翌1948年には池田市立渋谷中学校・池田市立城南中学校（現在の池田市立北豊島中学校）の2校が分離開校している。
文部科学省の学力向上フロンティア事業や、池田市教育委員会の「特色ある学校づくり―クォリティ・エデュケーション モデル校」の研究指定を受け、学力向上の取り組みに力を入れている。
池田市の中心部を校区とし、校区内には五月山公園・五月山動物園、池田城跡公園、逸翁美術館、伊居太神社、呉服神社などがある。

## 沿革
- 1947年4月1日- 池田市立池田中学校として創立。
- 1947年4月15日 - 開校式を実施。この日を開校記念日とする。
- 1948年4月1日 - 渋谷・城南（現・北豊島）の2中学校が分離開校。
- 1950年3月 - 校歌制定。
- 1958年4月 - 養護学級設置。
- 1963年8月17日 - プール完成。
- 1978年 - 40人学級を実施。
- 1982年4月1日 - 池田市立細河中学校が分離開校。校区を一部変更し、従来の校区の一部を細河中学校の校区に分離するとともに、従来の北豊島中学校の校区の一部を当校校区に編入。校区変更は新1年生から順次適用。
- 2002年 - 文部科学省の学力向上フロンティア事業指定校となる。
- 2004年 - 池田市教育委員会の「特色ある学校づくり―クォリティ・エデュケーション モデル校」の研究指定を受ける。

## 通学区域
- 池田市立池田小学校と池田市立呉服小学校の通学区域全域[1]。

## 出身者
- 吉田和男 - 経済学者
- 直嶋正行 - 政治家
- 旭里憲治 - 元大相撲力士、日本相撲協会年寄
- 野上真司 - プロボクサー（WBOアジア太平洋スーパーフェザー級チャンピオン）
- 楢原真樹 -ヤーレンズ

## 交通
- 阪急宝塚線 池田駅 徒歩13分。
- 阪急バス 辻ヶ池公園前 徒歩2分